# Rafael Murillo Vidal, Minatitlán
Rafael Murillo Vidal är en ort i Mexiko.   Den ligger i kommunen Minatitlán och delstaten Veracruz, i den sydöstra delen av landet, 600 km öster om huvudstaden Mexico City. Rafael Murillo Vidal ligger 115 meter över havet och antalet invånare är 302.
Terrängen runt Rafael Murillo Vidal är platt åt sydväst, men åt nordost är den kuperad. Runt Rafael Murillo Vidal är det ganska glesbefolkat, med 29 invånare per kvadratkilometer. Närmaste större samhälle är Poblado 10, 19,4 km sydväst om Rafael Murillo Vidal. I omgivningarna runt Rafael Murillo Vidal växer i huvudsak städsegrön lövskog.